# DR-Baureihe 50
Die ab 1939 gebauten Einheits-Güterzuglokomotiven der Baureihe 50 mit einer führenden Laufachse und fünf Kuppelachsen zählen zu den gelungensten Konstruktionen der Deutschen Reichsbahn.
Diese Baureihe wurde im Rahmen der Kriegsvorbereitung in Deutschland beschafft. Bis 1948 wurden 3164 Maschinen der 80 km/h schnellen Baureihe 50 von nahezu allen europäischen Lokomotivfabriken – zuletzt als Übergangskriegslokomotive 50 ÜK – gebaut. Sie wurde mit diversen Schlepptendern betrieben, die den Betriebsvorrat an Wasser und Brennstoff mitführten.
Am Ende der Dampflokzeit ist sie zur Universalgattung geworden, die dank der niedrigen Achslast auch auf Nebenbahnen mit leichterem Oberbau eingesetzt werden konnte. Sie löste somit die Baureihen 58, 52 und 57 im Güterverkehr ab. Da es im Nebenbahnnetz nicht überall für derartig lange Maschinen ausreichende Drehscheiben gab, wurden die Lokomotiven für eine Geschwindigkeit von 80 km/h in beiden Richtungen ausgelegt. Auffälliges Merkmal ist deshalb eine Schutzwand mit Fenstern an der Vorderseite des Tenders (2’2’ T 26). Die Maschinen konnten bis zu 2.200 Tonnen schwere Erzzüge schleppen. Die Grenzlast in der Ebene lag bei 2.900 Tonnen, wobei solche Züge bereits angeschoben werden mussten. Auf Steigungen von 1:60 konnte die Maschine die Grenzlast von 550 Tonnen mit 30 km/h schleppen.

## Geschichte

### Deutsche Reichsbahn (bis 1945)

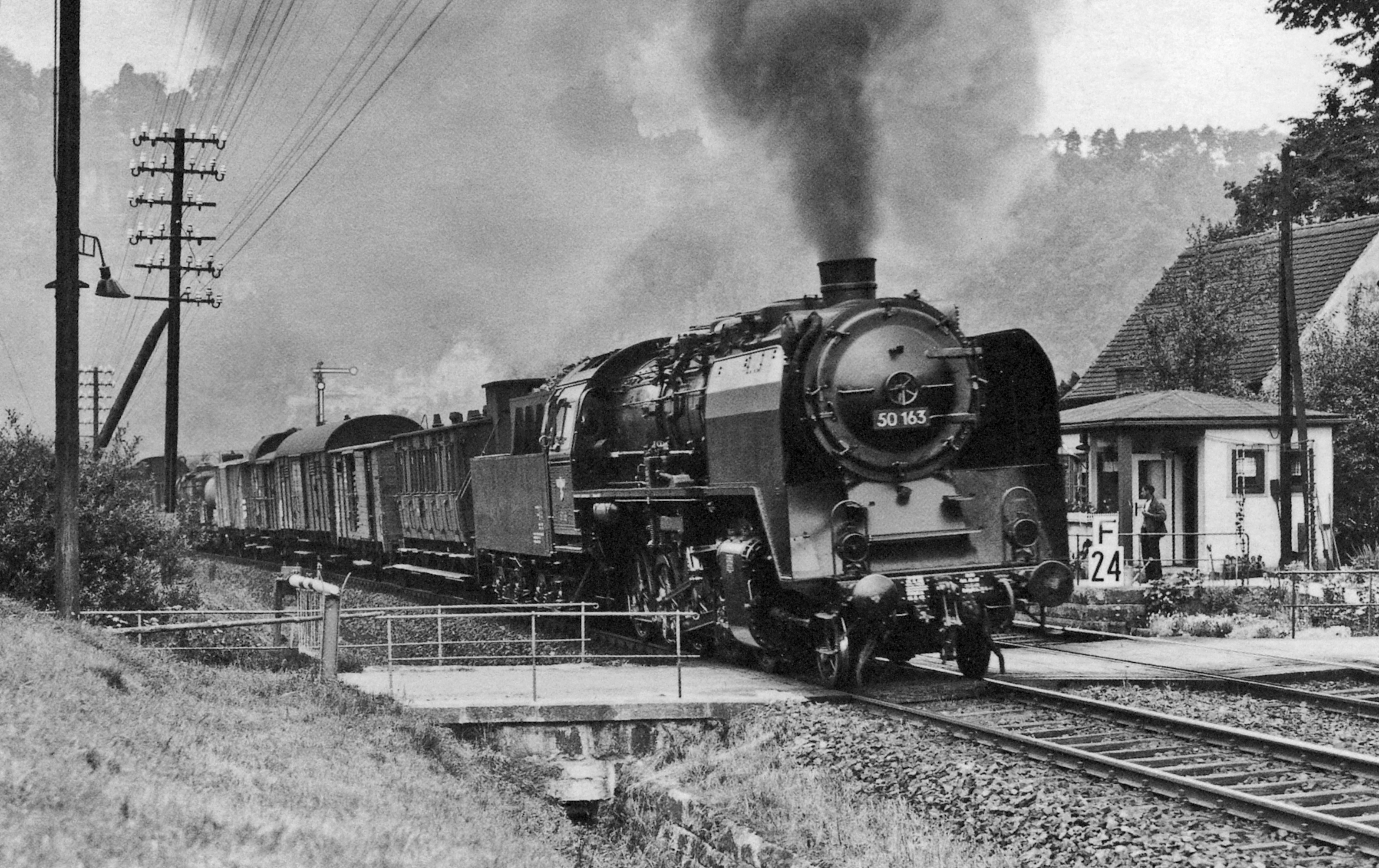
50 163 mit einem Güterzug im Elbtal, Foto von Werner Hubert

Ab 1937 wurde eine neue Einheitslokomotive entwickelt, die die veralteten Länderbahn-Güterzuglokomotiven auf Nebenbahnen ablösen sollte.
Von April bis Juli 1939 wurden die ersten zwölf Lokomotiven von Henschel & Sohn ausgeliefert. Der Beginn des Zweiten Weltkrieges ließ den Bedarf an Güterzuglokomotiven ansteigen, so dass sie in großer Stückzahl gebaut wurde. Allein im Jahr 1939 wurden schon 228 Maschinen der Baureihe 50 geliefert. Bis 1945 waren insgesamt 3164 Maschinen gefertigt worden. Ab 1942 wurde eine vereinfachte Übergangs-Kriegslokomotive ohne Windleitbleche, Frontschürze und zweites Führerhausseitenfenster gebaut, teilweise auch mit Scheibenrädern an der Vorlaufachse und einem eckigen Sandkasten. Der Übergang war fließend, so dass sich unterschiedliche Ausführungen finden lassen. Einschließlich der Nachfolgebaureihe 52 und den 286 Nachbauten aus Rumänien waren sogar weit über 10.000 Loks gebaut worden.

### Deutsche Bundesbahn

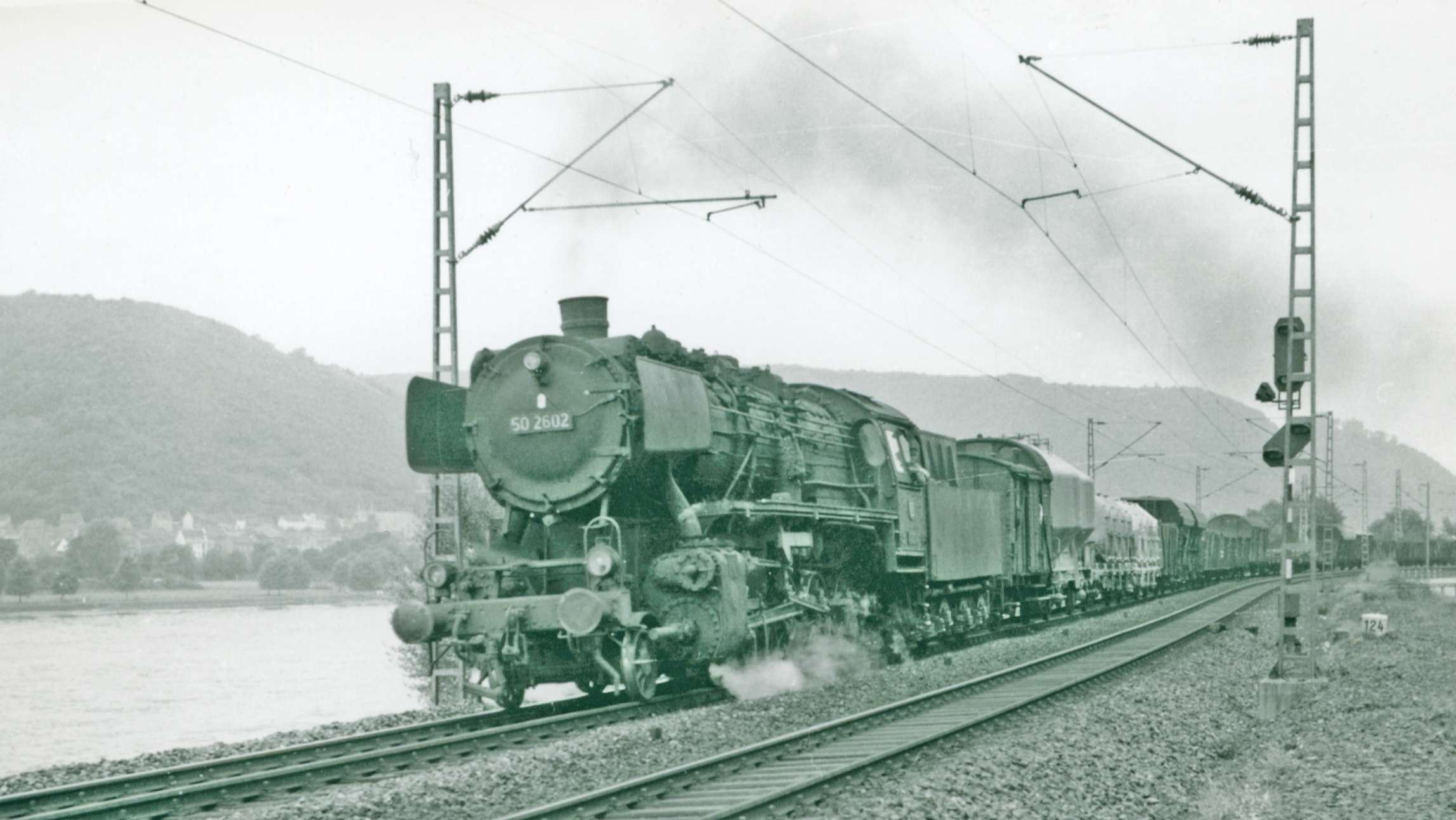
50 2602 mit Güterzug auf der rechten Rheinstrecke (1961)

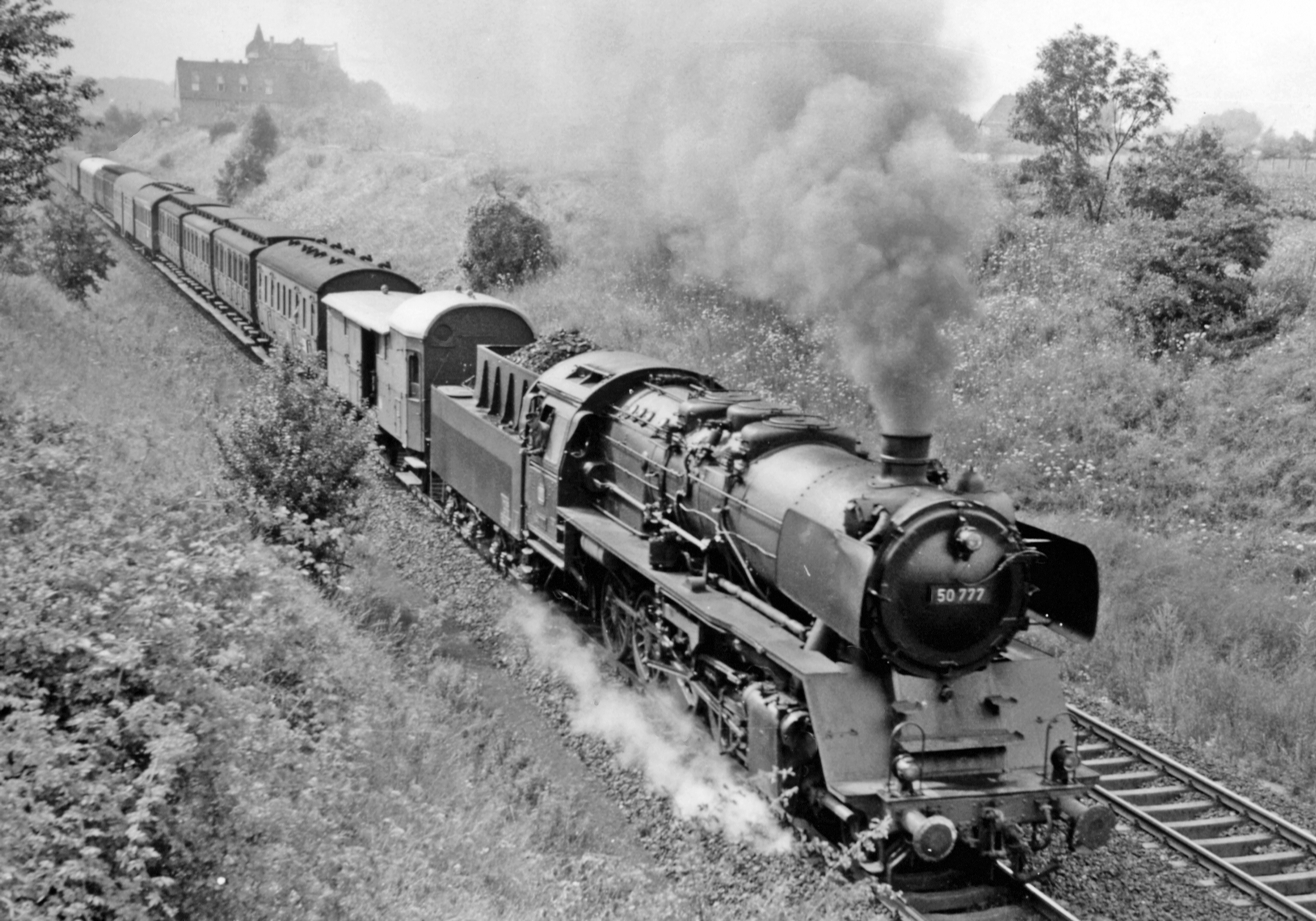
50 777 mit Personenzug bei Peine (1961)

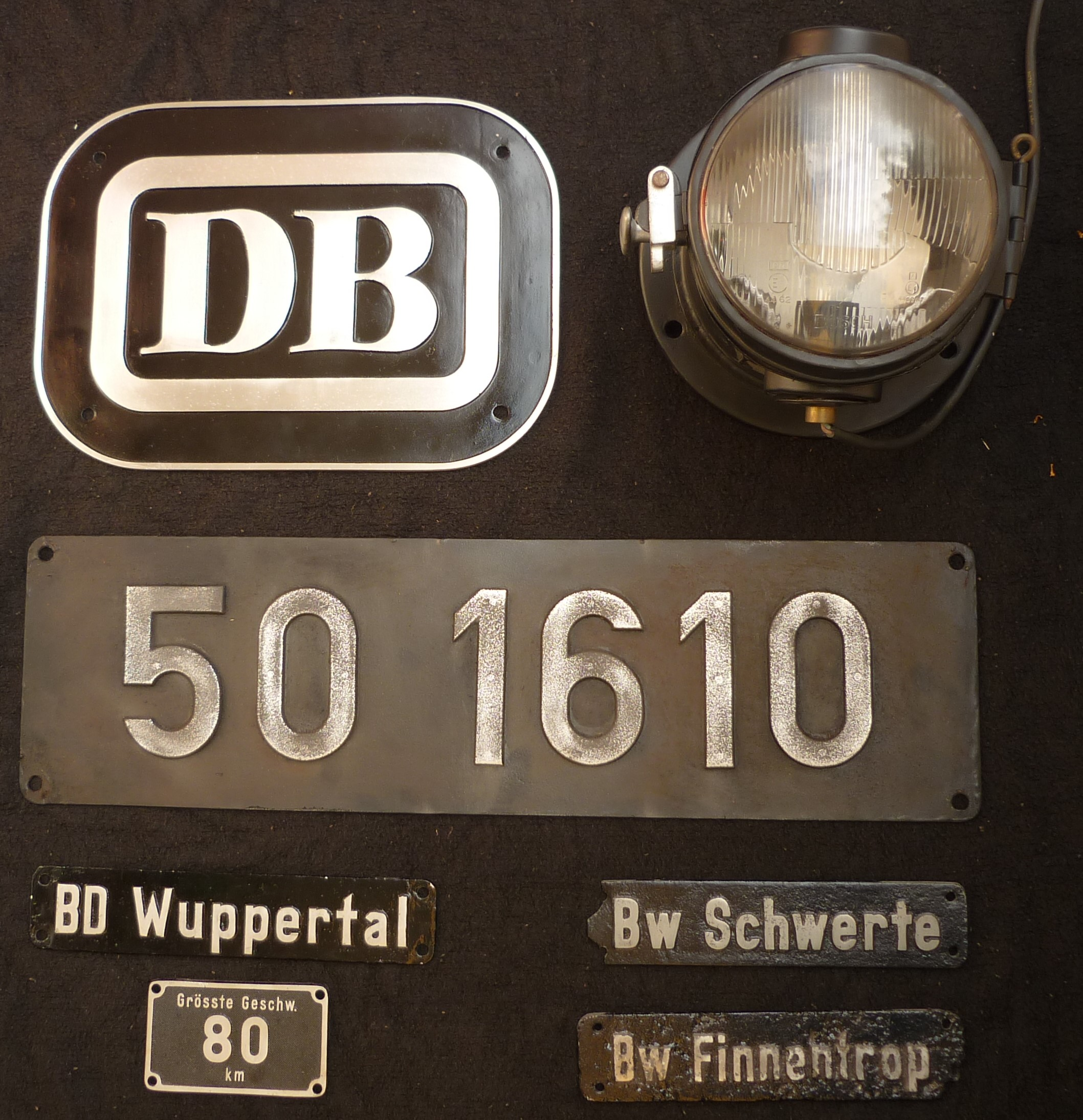
Lokschildersatz Baureihe 50

Trotz der Kriegsverluste waren 1945 noch sehr viele Maschinen übrig geblieben. Allein von der Deutschen Bundesbahn wurden 2159 einsatzfähige Lokomotiven übernommen. Inklusive der beschädigten Loks waren 2489 bis 2563 Exemplare bei der Bundesbahn verblieben. Sie waren in allen Direktionen des Bundesgebietes zu finden und bildeten lange Zeit mit der DR-Baureihe 44 das Rückgrat des Güterverkehrs. Auch im Personenzugverkehr wurden sie eingesetzt. An der Ausbesserung der Schadloks beteiligten sich bis in die 1950er-Jahre hinein die Werke Rheinfelden (1946–48), Esslingen, Henschel/Kassel (1945–1948), Jung/Jungenthal (bis 1952), Stahlwerke Braunschweig (bis 1948) und die Werft Bremer Vulkan (1947–1948), da die Ausbesserungswerke größtenteils im Krieg zerstört wurden. 50 Lokomotiven konnten nicht wiederhergestellt werden und wurden deshalb mit sofortiger Wirkung ausgemustert. Maschinen, die in Frankreich gebaut wurden, wurden zudem nach Frankreich abgegeben. Der Bestand der Bundesbahn wurde zum 1. Juli 1950 auf 2144 Lokomotiven festgelegt.
Bei vielen Lokomotiven wurden die Wagner-Windleitbleche nach dem Krieg durch solche der Bauart Witte ersetzt. Bei 735 Maschinen der DB wurde der Tender mit einer Zugführerkabine ausgerüstet, wobei nur das Kohlenkastenvolumen reduziert werden musste. Da die Deutsche Bundesbahn über genügend Güterzuglokomotiven verfügte, konnte sie rasch auf die DR-Baureihe 52 verzichten und mit deren Kesseln die nicht alterungsbeständigen Kessel der Baureihe 50 ersetzen. Über 500 Maschinen erhielten einen St34-Kessel der Reihe 52. Auch die Wannentender der Kriegslokomotiven wurden u. a. bei der Baureihe 50 weiterverwendet. Die letzten 120 Maschinen mit den Betriebsnummern 3045 bis 3164 hatten als ÜK-Loks schon ab Werk einen Wannentender bekommen. Weitere Loks erhielten später noch bei der Bundesbahn einen Wannentender, sodass es schätzungsweise 128 Wannentenderloks der Baureihe 50 gab. Weitere bekannte Wannentenderloks waren die Loks mit den Nummern 028, 2428, 629, 2367, 2074, 1832, 2935 und 1524. Für zehn Maschinen wurde auch ein Steifrahmentender bestellt. Ausgerüstet wurden aber nur die beiden Loks mit den Nummern 2955 und 2960.
In den 1950er-Jahren dienten einige Lokomotiven der Baureihe 50 als Versuchsträger. So erhielten 35 Maschinen Kessel mit Henschel-Mischvorwärmern statt der Oberflächenvorwärmer und Turbo-Speisepumpen, und die 50 1503 wurde mit einem Giesl-Ejektor ausgerüstet. 1955 erhielten die ersten Maschinen des Bw Treysa eine Funkausrüstung. Zur Kohleersparnis erhielten 1959 zehn Lokomotiven einen Kessel mit kleinerer Rostfläche.
Noch im Jahr 1968 waren insgesamt 1444 bis 1452 Maschinen bei der DB im Betrieb, sodass für das EDV-Nummernsystem neben der 050 die Baureihen 051, 052, und 053 eingeführt werden mussten.
Die letzten 50er der DB wurden per Verfügung zum 21. Februar 1977 ausgemustert. Alle fünf Maschinen waren zu diesem Zeitpunkt im Bw Duisburg-Wedau beheimatet. Die letzte Güterzugleistung erbrachte am 17. Februar die 052 508. Als letzte Lok der Baureihe verabschiedete sich die 051 724, als sie am 19. Februar zusammen mit der 044 508 einen Sonderzug der DGEG bespannte. Ebenfalls zu den letzten gehörte die Lok 053 075-8, die nach ihrem letzten Arbeitstag am 30. Dezember 1976 aus eigener Kraft das Bahnbetriebswerk Wedau verließ.

#### DB-Baureihe 50.40
1954 wurde eine Lokomotive als Franco-Crosti-Lokomotive umgebaut, wegen der guten Erfahrungen folgten ab 1958 30 weitere Maschinen.

#### DB-Baureihen 050, 051, 052 und 053
In das neue EDV-Baureihenschema wurden noch 1452 Lokomotiven aufgenommen. 88 davon waren allerdings schon auf z-gestellt. Da die Ordnungsnummer nur noch dreistellig sein durfte, wurden zusätzlich zur Nummer 050 die Bezeichnungen 051, 052 und 053 eingeführt. Indem man die erste Stelle der Ordnungsnummer in die Baureihenbezeichnung aufnahm, konnte man sicherstellen, dass so die wahre Identität jeder Lok erkennbar blieb. Bei der DB wurden die letzten Lokomotiven 1977 im Bw Duisburg-Wedau ausgemustert.
Die ehemalige Baureihe 50 verteilte sich damit wie in der Tabelle angeführt:
| Bezeichnung | Anzahl | davon z-gestellt |
| ----------- | ------ | ---------------- |
| 050         | 521    | 36               |
| 051         | 413    | 22               |
| 052         | 450    | 23               |
| 053         | 77     | 7                |

Die dabei neu entstandene „Quasi“-Baureihe 052 (mit führender Null, DB nach 1968) darf nicht mit der „echten“ Baureihe 52 (ohne führende Null, DB vor 1968, DR vor und auch noch nach 1970, s. u.) verwechselt werden. Die Baureihe 52 („Kriegslok“) war eine „entfeinerte“ Version der Baureihe 50, was für Nicht-Spezialisten aufgrund der nahen technischen Verwandtschaft teilweise nur schwer unterscheidbar ist.
Da die verbliebenen Loks der Baureihe 52 bei der Deutschen Bundesbahn bis 1963 bereits ausgemustert waren, wurde keine Umbenennung in Baureihe 052 notwendig. Diese Bezeichnung war somit frei für die Loks 50-2nnn. Eine einzige Lok der Baureihe 52 gelangte über die Deutsche Reichsbahn, zwischenzeitlich zur DR-Baureihe 52.80 rekonstruiert, in den Besitz der Deutschen Bahn AG und wurde als 052 134 eingereiht. Mit dieser Ausnahme war eine „Zweiundfünfzig mit führender Null und angehängter Prüfziffer“ also eine ehemalige „Fünfzig“ aus Beständen der Deutschen Bundesbahn. Ab 1992 erhielten allerdings auch 112 weitere 52.80 die Baureihenbezeichnung 052, was ja möglich war, da es bei der DB keine Dampflokomotiven mehr gab. Auch die Denkmallok 52 8015 und die ehemalige DR-Lok und spätere Museumslok 50 2740 erhielten vorübergehend die EDV-Nummer 052. Letztere hat während ihrer Betriebszeit als Museumslok immer wechselnd die EDV-Nummer 052 740-8 oder 50 2740 getragen.

### Deutsche Reichsbahn (nach 1945)
Der Deutschen Reichsbahn waren nach dem Krieg nur 364 Exemplare der Baureihe 50 geblieben. Und auch der schon relativ geringe Bestand der Baureihe 50, der nach dem Krieg 364 Maschinen zählte, schrumpfte weiter zusammen, da Ende 1946 93 Lokomotiven zu den Lokomotivkolonnen gehörten, und als Reparationsleistungen gingen bis 1947 28 Lokomotiven an die PKP und die Sowjetunion. Auch durch den Schadpark verringerte sich der Bestand der Baureihe 50 bei der DR auf 324 Exemplare im Jahr 1954. Da auch von der stärkeren Baureihe 44 nur ein kleiner Teil von 335 Loks in den Osten Deutschlands gelangte, war dort in vielen Gegenden die Baureihe 52 die dominierende Güterzuglok, von der auch nach dem Ende der Reparationsleistungen im Jahre 1955 noch über 800 Maschinen bei der DR vorhanden waren. Doch die Baureihe 50 bildete das Schlusslicht des DR-Neubauprogramms in der Dampflokproduktion. Als es nicht möglich war, 80 neue Dampfloks der CSD Baureihe 556 an die DR zu liefern, entwickelte sie eine eigene Type mit der Baureihenbezeichnung 50.40. 350 Exemplare sollten geliefert werden, doch es kam zwischen 1956 und 1960 nur zum Bau von 88 Stück. Die am 30. Dezember 1960 fertiggestellte Lok 50 4088 war die letztgebaute Dampflok der DR. Stattdessen wurden von den Original-Lokomotiven der Baureihe 50 208 Exemplare zur Baureihe 50.35 umgebaut, die den gleichen Kesseltyp mit knapp 18 m² Strahlungsheizfläche bekamen wie die 50.40. Für die Neubaulokomotiven der Baureihe 50.40 wurde auch eine neue Tendervariante entwickelt. Statt des bisher verwendeten 2’2’T26 Einheitstenders wurde der 2’2’T28 Neubautender verwendet, von dem einige nach der Ausmusterung der Neubauloks für die Reko-50.35 verwendet werden konnten. Die Altbaulokomotiven liefen vor allem im Süden der DDR. Seit Mitte der 1970er-Jahre wurden sie verstärkt ausgemustert, so dass sie in den 1980er-Jahren absolute Raritäten waren. Dennoch beendete die letzte ihren aktiven Dienst erst 1987 in Zwickau. In Sachsen lösten sie nach und nach die Baureihe 58 ab.
Bei der DR wurde zwar ab 1970 auch das Nummernsystem geändert und dabei u. a. eine Prüfziffer angehängt, aber die zwei Ziffern „50“ ohne führende Null blieben unverändert. Inzwischen sind etliche Museumsloks wieder mit ihrer alten Vorkriegsnummer gekennzeichnet. Bei Exemplaren aus der DDR wird jedoch zum Teil die nach 1970 vergebene „neue“ Nummer beibehalten, die ja inzwischen auch schon wieder historisch ist.
16 Lokomotiven der DR waren mit einem Wannentender ausgerüstet. Der Rest der Baureihen 50 und 50.35 besaß einen 2’2’T26 Einheitstender oder einen 2’2’T28 Neubautender. Die letzte Wannentenderlok 50 3048 war im Jahre 1966 auch für einige Zeit mit einem Steifrahmentender ausgerüstet, ehe sie wieder einen Wannentender bekam. Die 15 restlichen Loks mit Wannentender bekamen Ende der 1960er Jahre ebenfalls 2’2’T26 Einheitstender.

#### DR-Baureihe 50.35

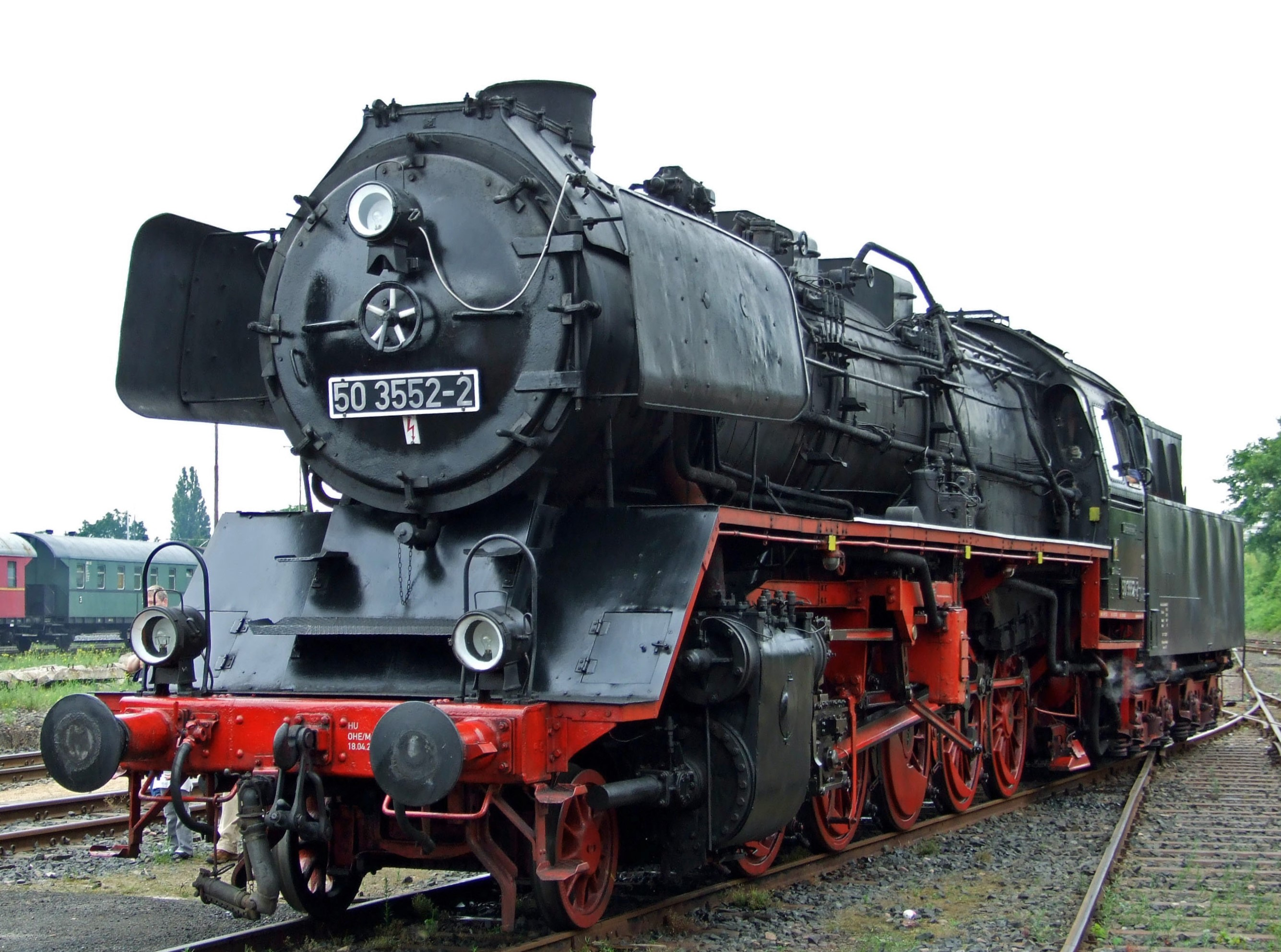
50 3552 der DR 2009 in Frankfurt/Main

Bei der Deutschen Reichsbahn wurden 208 Lokomotiven zur Baureihe 50.35 umgebaut. Durch den Umbau erhielten die Loks unter anderem neue, leistungsfähigere Kessel mit einem Mischvorwärmer. Anlass des Umbaus war, dass man ohnehin Kessel aus nicht alterungsbeständigem Stahl St 47 ersetzen musste.
Erst 1976 begann langsam die Ausmusterung. Auch im Jahr 1988 waren noch 92 Loks vorhanden. Am 31. März 1988 erhielt die letzte 50.35 (gleichzeitig die letzte der DR) im RAW Meiningen eine L7-Untersuchung. Auch der letzte planmäßige Regelspurdampfzug der DR wurde von einer Lokomotive der Baureihe 50.35 gefahren. Es war die Lok 50 3559 vom Bahnbetriebswerk Halberstadt, die am 29. Oktober 1988 den letzten Dampfzug bespannte. Jedoch endeten die letzten Einsätze erst 1989. Etliche Lokomotiven der Baureihe 50.35 waren später als Heizlokomotive eingesetzt und sind darum erhalten geblieben, einige waren auch 2013 noch betriebsfähig. Insgesamt sind noch 80 Exemplare vorhanden.

#### DR-Baureihe 50.50
Die 72 auf Ölfeuerung umgebauten Lokomotiven der Baureihe 50.35 wurden als Baureihe 50.50 bezeichnet. Entsprechend den allgemeinen Regeln erhielten sie bei Einführung der EDV-Nummer die neue Bezeichnung 50.00. Auffällige Unterschiede waren die Ölbehälter der Tender, die deutlich länger waren als die Kohlenkästen der rostgefeuerten Lokomotiven und die bei vielen Öllokomotiven fehlenden Bleche unterhalb der Rauchkammern, da keine Lösche anfällt. Die höheren Beanspruchung der Öllokomotiven machte sich in einem höheren Verschleiß bemerkbar. Weil die Druckausgleichskolbenschieber der Bauart Karl Schulz aufgrund der höheren Heißdampftemperaturen störanfällig waren, tauschte man sie bei einigen Maschinen gegen Regelkolbenschieber mit von ausgemusterten Maschinen der Baureihe 52 gewonnenen Winterthur-Druckausgleichern. Diese blieben unverkleidet.
Ursache für die plötzliche Abstellung aller noch vorhandenen Loks Anfang der 1980er-Jahre waren aber die Ölpreiserhöhungen und die Möglichkeit, das für die Lokomotivfeuerung verwendete Bunkeröl D weiterzuverarbeiten und dabei höherzuveredeln.

#### DR-Baureihe 50.40

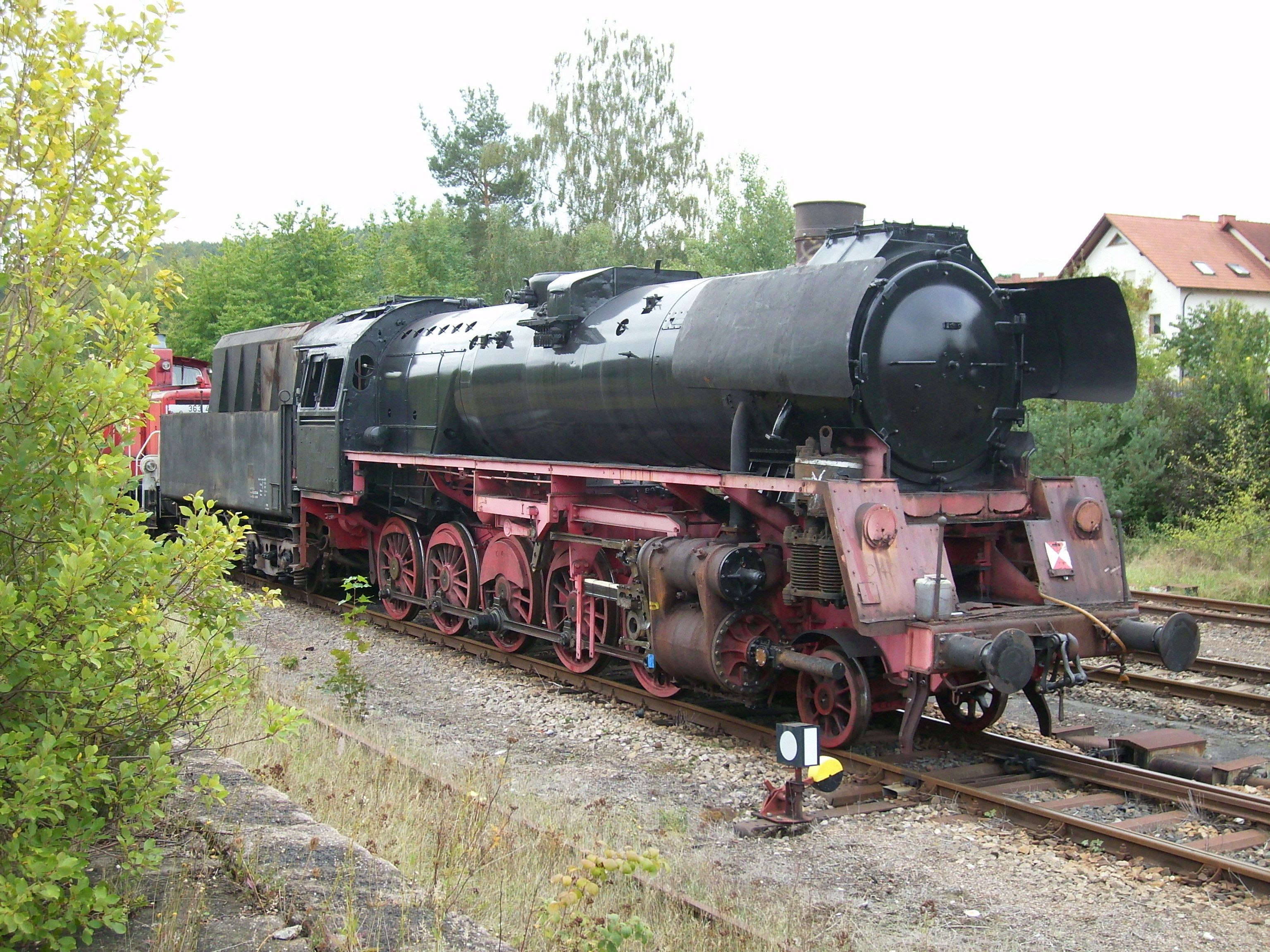
50 4073 der DR in Immelborn

Da die Deutsche Reichsbahn neben modernen Personenzuglokomotiven auch weitere Güterzugloks mit 15 t Achsfahrmasse benötigte, ließ man, wie schon in der Vorkriegszeit, die Personenzuglok Baureihe 23.10 und die Güterzuglok Baureihe 50.40 parallel entwickeln, so dass viele Baugruppen austauschbar waren. Wie bei allen DR-Neubaulokomotiven wurden die Anzeige- und Bedieneinrichtungen des Lokführers in einem Pult zusammengefasst.
Das Fahrwerk entsprach weitgehend dem der Einheitslok. Nach den von Friedrich Witte noch während des Krieges aufgestellten „neuen Baugrundsätzen“ wurden statt der Barrenrahmen geschweißte und massegünstige Blechrahmen verwendet. Diese Blechrahmen erwiesen sich allerdings im Betrieb als nicht so steif und robust wie die Barrenrahmen der Einheitslokomotiven.
Die Kessel waren Neukonstruktionen nach modernen Baugrundsätzen mit Verbrennungskammer und Mischvorwärmer. In der Leistung entsprachen sie in etwa den Einheitskesseln, sie waren aber im Verbrauch etwas sparsamer. Die Lokomotiven wurden mit Neubautendern der Bauart 2’2’ T 28 gekuppelt. Trotz der Erfahrungen mit den Einheitsloks der Baureihe 50 verzichtete man auf die Tenderschutzwand; die Neubauloks wurden deshalb nur für eine Rückwärtsfahrgeschwindigkeit von 50 km/h zugelassen.
Die 88 – als 50 4001 bis 50 4088 bezeichneten – Maschinen wurden zwischen 1956 und 1960 geliefert. Die 50 4088 war damit die letzte Regelspurdampflok, die für eine deutsche Staatsbahn neu gebaut wurde. Da sich die Blechrahmen schon bald als schwächstes Element erwiesen, wurden die Maschinen bis 1980 aus dem Zugdienst abgezogen und als Heizlokomotiven weiterverwendet.

### Andere Länder

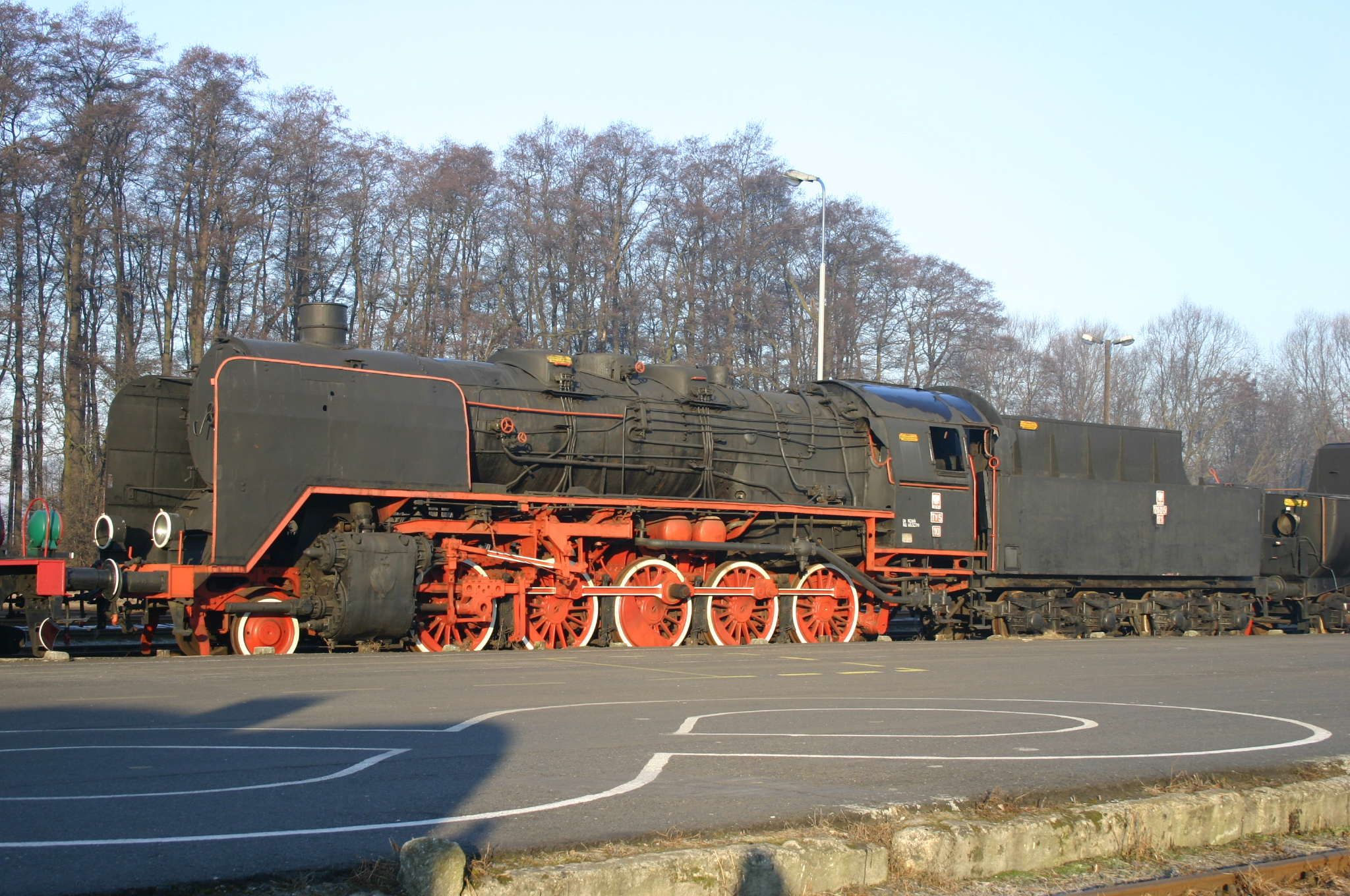
Ty 5-10 der PKP in Wolsztyn

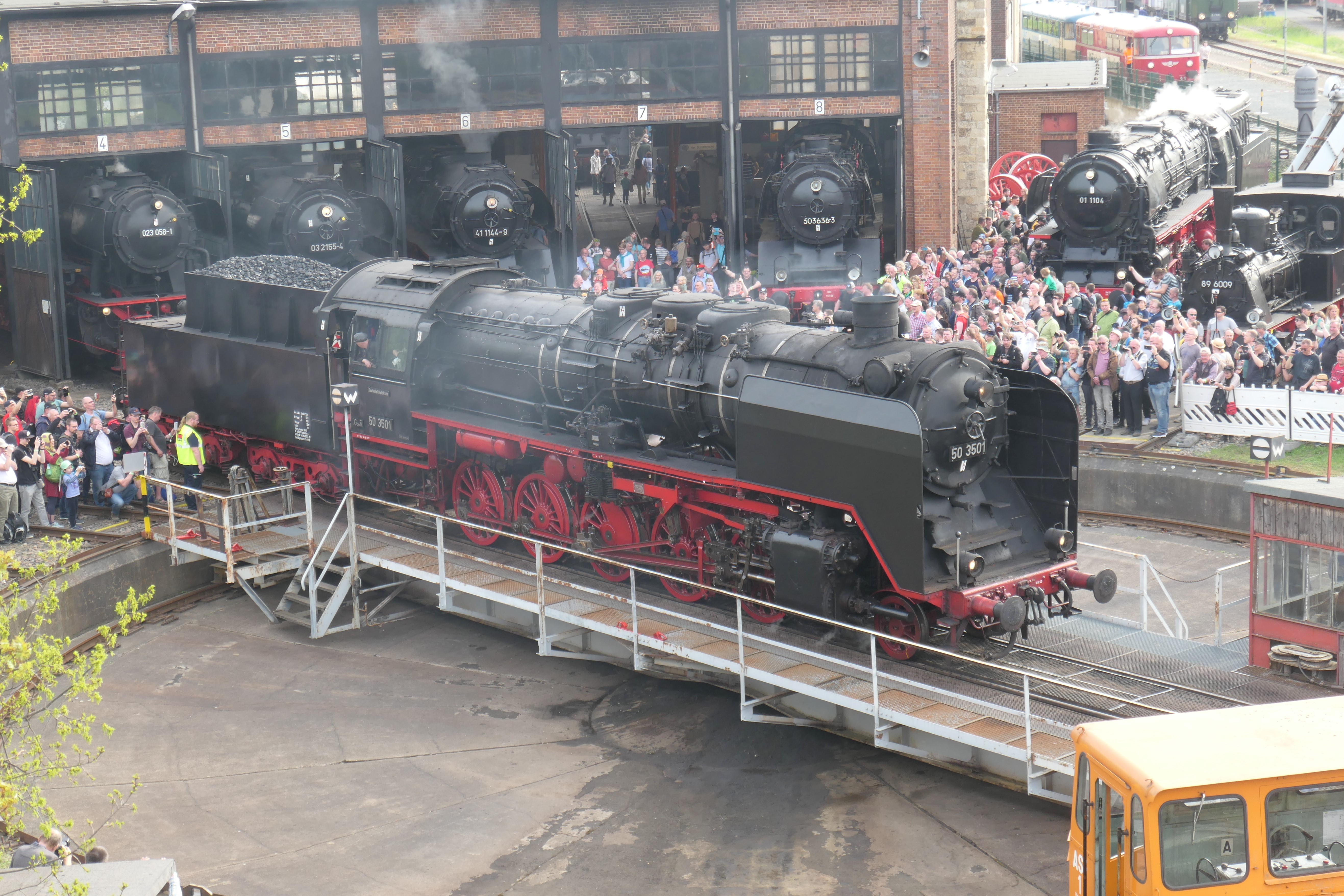
Die erhaltene 50 3501 mit großen Windleitblechen beim Dresdner Dampfloktreffen (2024)

Nach dem Zweiten Weltkrieg verblieben zahlreiche Exemplare auch in anderen Staaten Europas und wurden auch dort zum Teil bis zum Ende der Dampftraktion eingesetzt, so zum Beispiel bei den PKP (Ty 5), den ČSD (555.1), den BDŽ (Baureihe 14), der NMBS/SNCB (Type 25), der NS (sechs Stück, Reihe 4900 bis 1947). Die ČSD verkaufte 20 ihrer Lokomotiven 1959 an die BDŽ.
Bei den Österreichischen Bundesbahnen verblieben insgesamt 17 Maschinen, welche im Güterverkehr u. a. auf der Pyhrnbahn eingesetzt wurden. Davon erhielt die Graz-Köflacher-Bahn 1972 noch drei Stück, von denen zwei Exemplare noch bis 1977 planmäßig vor Kohlenzügen und auch Personenzügen im Einsatz standen. Lokomotive 50.685 (Floridsdorf 1942) wurde 1978 an die Historische Eisenbahn Frankfurt abgegeben, während 50.1171 (Skoda 1942) im Jahr 1979 sogar nochmals kurze Zeit im Personenzugsdienst stand.
Die rumänische Staatseisenbahn CFR ließ zwischen 1946 und 1960 286 Lokomotiven als Baureihe 150 nachbauen. 17 weitere Lokomotiven kamen zwischen 1946 und 1963 aus der Sowjetunion hinzu. 40 Lokomotiven der Baureihe 150 wurden im Jahr 1958 nach China exportiert, wo sie 1959 die neue Baureihenbezeichnung DK5 erhielten.

### DSB N (III)
1951 kauften die Dänischen Staatsbahnen (DSB) zwölf Lokomotiven dieses Typs aus Belgien. Zehn dieser Lokomotiven wurden als DSB N (III) 201–210 eingereiht. Zwei Maschinen dienten als Ersatzteilspender. Diese Lokomotiven wurden im Güterverkehr in Jütland und auf Fünen verwendet und gehörten im Mai 1970 zu den letzten ausgemusterten Dampflokomotiven der DSB.

## Konstruktive Merkmale

### Fahrwerk
Der Rahmen war als Barrenrahmen ausgeführt. Die Laufachse und die erste Kuppelachse bildeten ein Krauss-Helmholtz-Lenkgestell. Die erste und die fünfte Achse waren seitenverschiebbar gelagert.

## Erhaltene Altbau-Lokomotiven

### Deutschland

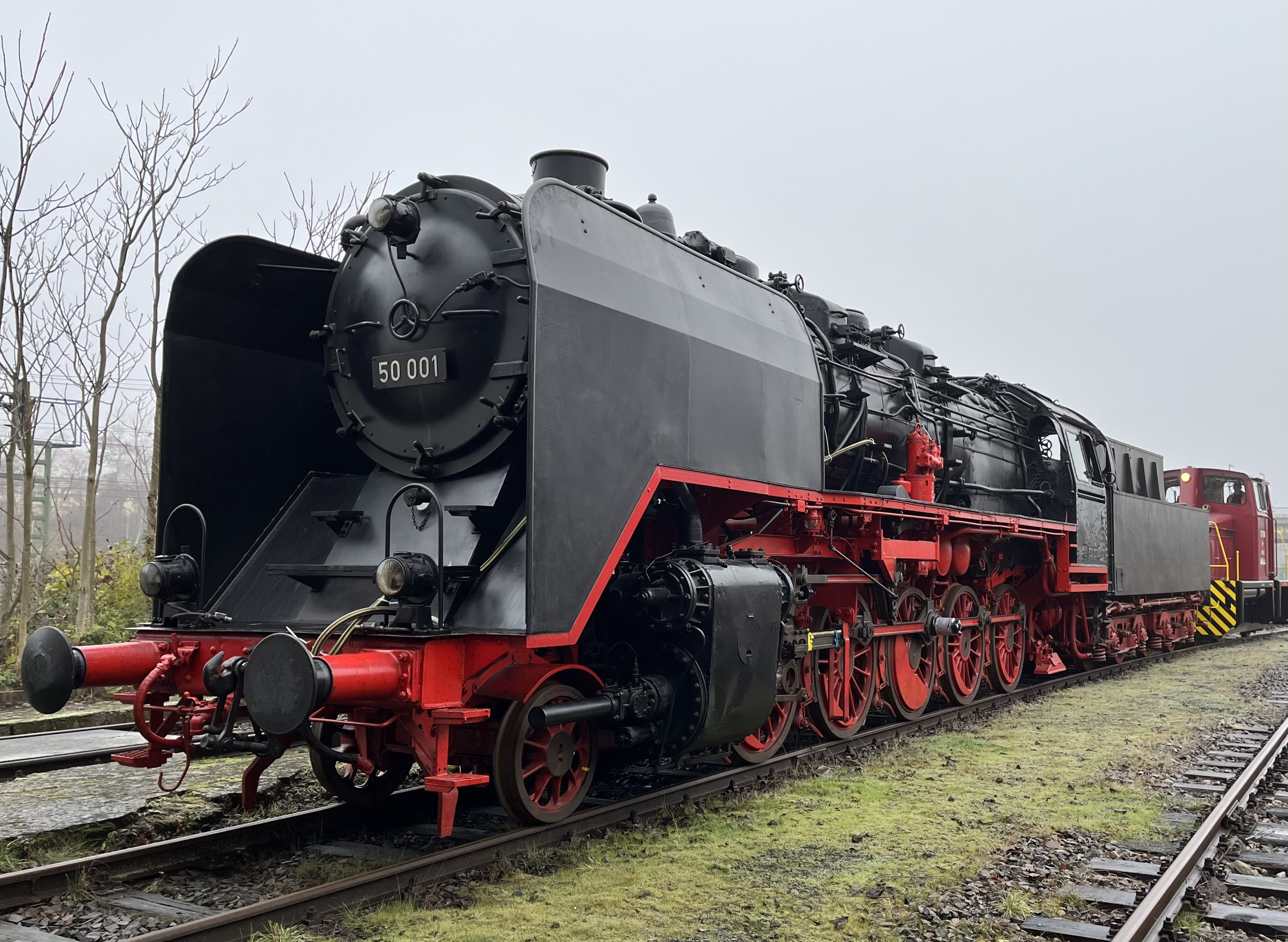
Lok 50 001 vor dem Depot des Deutschen Technikmuseums am 9. Dezember 2022. Die Lok erhielt 1986 einen geschlossenen Umlauf und Windleitbleche in Anlehnung an den Vorkriegszustand.

Nach dem Ende der Dampflokära blieben in Deutschland einige nicht modernisierte Loks erhalten, darunter auch die erste Lok der Baureihe, die am 17. März 1939 abgelieferte 50 001. Sie wurde 1976 durch das Architektenpaar Ralf Schüler und Ursulina Schüler-Witte gekauft und in das damalige West-Berlin überführt. 1986 wurde die Lok durch das zu dieser Zeit gerade entstehende Museum für Verkehr und Technik erworben. Das heutige Deutsche Technikmuseum hat die Lok im Dezember 2022 als Leihgabe an den Kulturlokschuppen Neumünster abgegeben.
Die ehemalige Bundesbahn-Lok 50 622 wurde 1985 aus Anlass des Jubiläums 150 Jahre Deutsche Eisenbahnen im Bundesbahn-Ausbesserungswerk Offenburg betriebsfähig aufgearbeitet und im Bahnbetriebswerk Nürnberg 1 stationiert. Am Abend des 17. Oktober 2005 wurde sie bei einem Großbrand des Lokomotivschuppens schwer beschädigt. Im Jahr 2013 wurde sie mit Spendengeldern durch das Dampflokwerk Meiningen wieder rollfähig instand gesetzt und anschließend in den Besucherhallen des Verkehrsmuseums Nürnberg ausgestellt.
Die 50 849 stammt aus dem Traditionslok-Bestand der Deutschen Reichsbahn, gehört heute dem Verkehrsmuseum Nürnberg und ist als Leihgabe beim Eisenbahnverein Glauchau. Sie besitzt Wagner-Windleitbleche. 50 2740 befindet sich im Besitz der Ulmer Eisenbahnfreunde und wurde auf der Albtal- und Murgtalbahn eingesetzt. Diese Maschine ist derzeit (2022) wegen Fristablauf abgestellt und wartet auf eine neue Hauptuntersuchung. Die einzige betriebsfähige Altbau-50er der ehemaligen Deutschen Bundesbahn mit Nummer 50 2988 im Besitz der Dampflokfreunde Schwarzwald-Baar e. V. wurde bis 2013 auf der Wutachtalbahn vor Museumszügen regelmäßig eingesetzt. Während der Fahrsaison 2017 wurde sie erneut gelegentlich als Betriebsreserve bei Ausfall der Stammlok BB262 oder bei Mehrzugbetrieb für die historischen Touristikzüge der neu firmierten Bahnbetriebe Blumberg genutzt. Die 50 3075 ist im Eisenbahnmuseum Bochum erhalten. Die Lokomotive 50 2652 befindet sich in Kaiserslautern und ist dort als Denkmal aufgestellt. Lok 50 685 wurde optisch wieder in den Ursprungszustand gebracht und ist nach ihrer Zeit bei der HEF Historische Eisenbahn Frankfurt im Technik-Museum Speyer ausgestellt. Lok 50 3014 ist eine ÜK-Lokomotive mit vierdomigem Kessel und war zum Ende ihrer Dienstzeit mit einem Neubautender der Bauart 2’2’T28 gekuppelt. Dieser stammt von DR-Neubaulokomotiven der Baureihe 23.10 oder 50.40. Sie wurde in den Zustand einer Ursprungslok versetzt mit 2’2’T26-Tender und großen Wagner-Windleitblechen. Die Lokomotive befindet sich im Dampflokmuseum Hermeskeil und ist nicht betriebsfähig. Die 1977 ausgemusterte 50 2908 steht seit 1978 als überdachtes Denkmal in der Nähe des Bahnhofs in Lauda, sie wurde von 2013 bis 2016 erneut optisch aufgearbeitet.

### Österreich

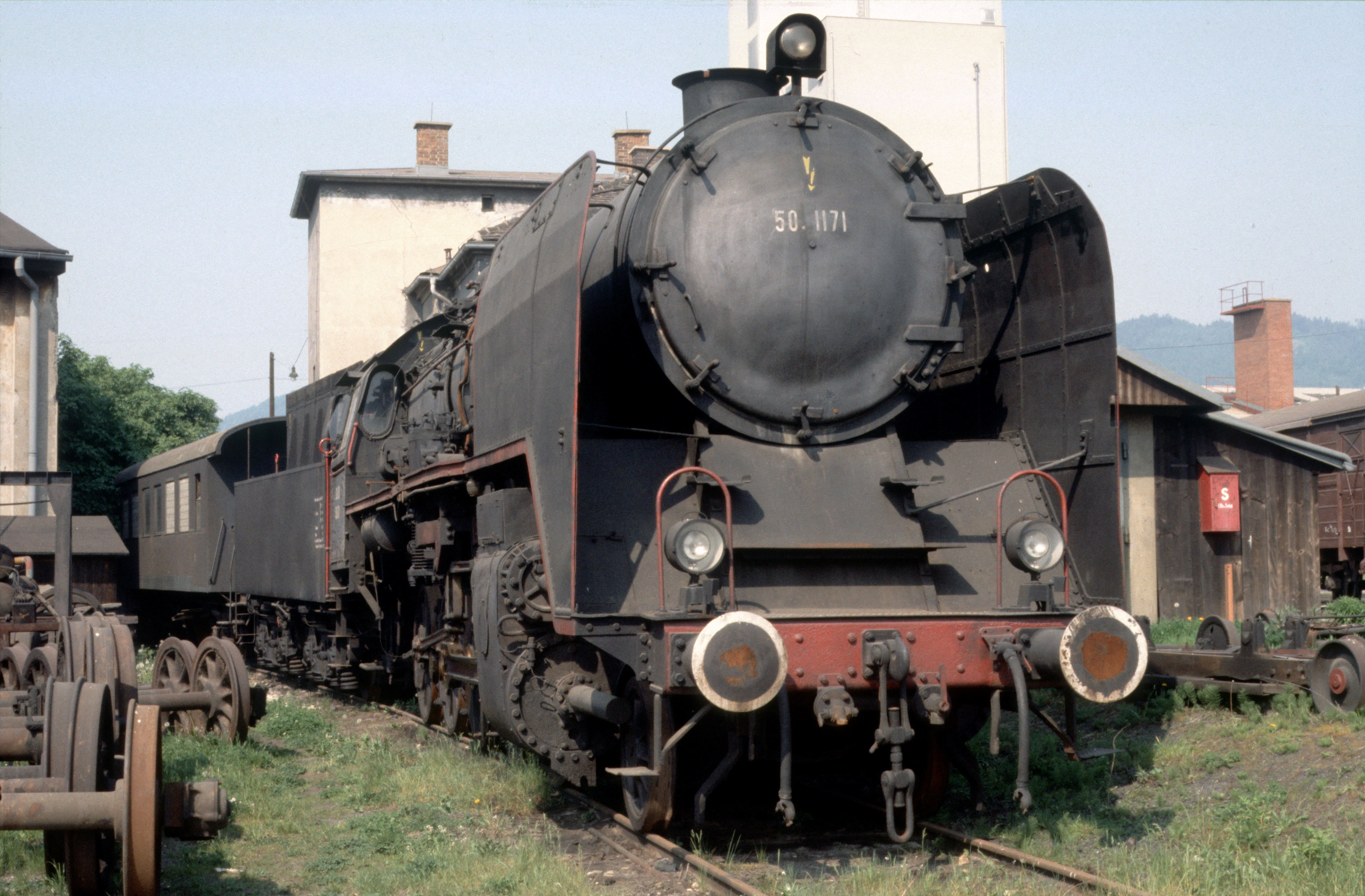
50.1171 der GKB (ex ÖBB), heute im Besitz von Brenner & Brenner

Das Wiener Eisenbahnunternehmen Brenner & Brenner besitzt die 50.1171, welche sich größtenteils im Altbau-Zustand befindet. Die Lokomotive wurde 1942 von Skoda in Pilsen gebaut und kam nach dem Krieg ins Eigentum der Österreichischen Bundesbahnen. Später diente sie bei der Graz-Köflacher-Bahn aus. 1979 hatte die damals noch betriebsbereite Lok einen recht prominenten Auftritt als Schnellzugslok der Deutschen Reichsbahn im englischen Spielfilm Tödliche Botschaft mit Elliott Gould, Cybill Shepherd und Angela Lansbury.

### Rumänien

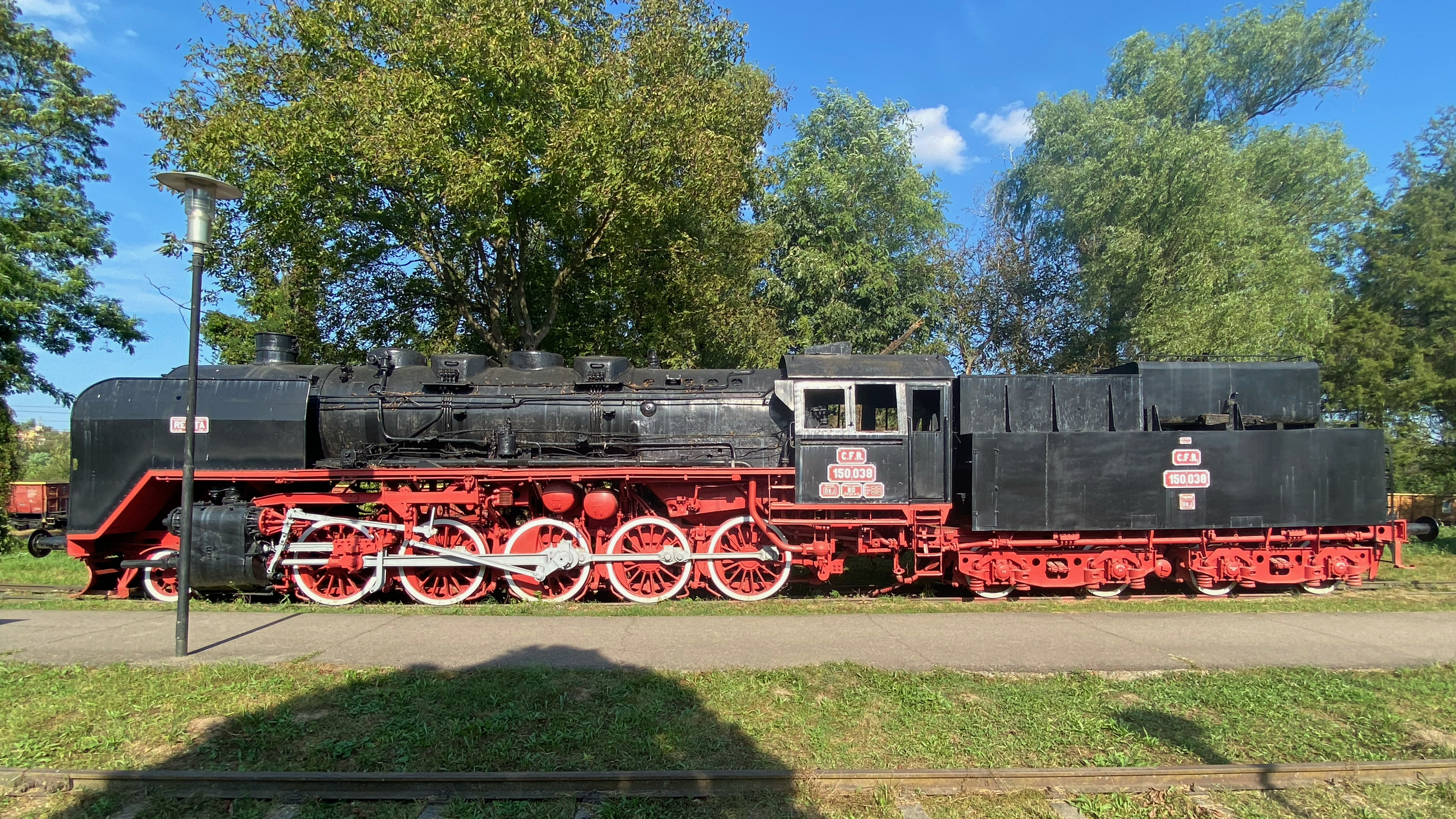
CFR 150.038 – Nachbau der DR 50

Im Freilicht-Dampflokomotiven-Museum Reșița steht die CFR 150.038, ein Lizenznachbau der DR 50.

### Italien
- Ursprüngliche Registrierungsnummer 50 1347, Fabriknummer 15˙062, aktuelle Registrierungsnummer 50 3673[21]

## Briefmarken
Auch die Baureihe 50 hat es auf die Sondermarken der Deutschen Bundespost geschafft: Unter den Motiven der Jugendmarke 1975 der Deutschen Bundespost Berlin („Dampfloks“) befand sich auch die 50 001, klassisch mit Wagner-Windleitblechen.